# Bahnhof Roth
Der Bahnhof Roth ist der Bahnhof der mittelfränkischen Kreisstadt Roth. Er ist Teil der Bahnstrecke Treuchtlingen–Nürnberg, der Nebenbahn Roth–Greding sowie der für die S-Bahn Nürnberg erbauten Bahnstrecke Nürnberg–Roth.

## Lage

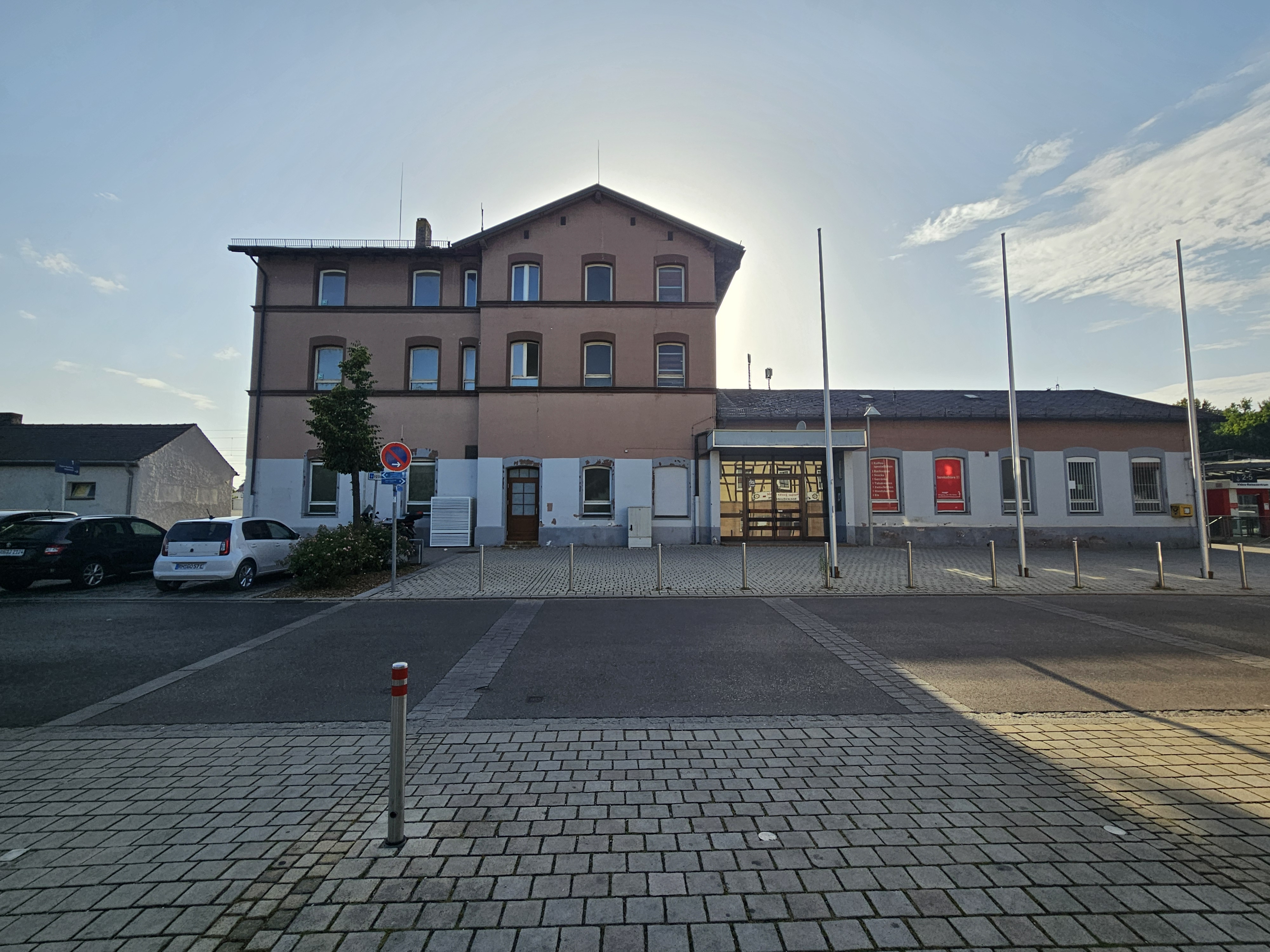
Empfangsgebäude (2025)

Der Bahnhof liegt im Südwesten der Stadt, etwa 15 Gehminuten vom Marktplatz entfernt.

## Geschichte
Der Bahnhof wurde auf dem Gebiet der damaligen Gemeinde Rothaurach gebaut.
Im Juni 1845 war das Programm für die Station erstellt. Im Dezember 1846 wurde ein Entwurf für das Stationsgebäude in einer Sitzung der Obersten Baubehörde und der Generalverwaltung der Eisenbahnen vorgelegt. Nach der Berücksichtigung von Änderungen und der darauf folgenden Zustimmung entstanden im Laufe des Jahres 1847 Reinzeichnungen. Am 5. Februar 1848 erging die „allerhöchste Genehmigung“, mit Änderungen an der inneren Einteilung. Vorgesehen ein dreigeschossiges Gebäude mit einer Grundfläche von ca. 13 × 11 m und einem flachen Pyramidendach. Im Erdgeschoss waren diverse Räume für Reisende, ein Fahrkartenschalter und eine Waschküche vorgesehen. Im ersten Stock waren u. a. die Wohnung des Expeditors sowie eine Stationsdienerstube vorgesehen. Im zweiten Obergeschoss sollten eine Kasernstube und Küche für drei Bahnwärter entstehen, ferner eine Wohnung für einen Oberbahnwärter sowie ein gemeinsamer Abtritt.
Anfang 1849 stand fest, dass ein interimistisches Betriebsgebäude errichtet werden soll, plangleich mit den Gebäuden der Bahnhöfe Georgensgmünd und Pleinfeld. Am 1. Oktober 1849 wurde die Strecke eröffnet.
Überlegungen von 1850, das ursprünglich geplante Bahnhofsgebäude anstelle einer Erweiterung des interimistischen Baus zur Ausführung zu bringen, scheiterten an der Ablehnung des zuständigen Ministeriums. 1856 wurde, nach einem anderen Plan, das endgültige Stationsgebäude errichtet, dessen Pläne nicht erhalten sind. Der Gebäudebestand umfasste Mitte der 1850er Jahre neben dem interimistischen Betriebsgebäude auch eine Lade- und Wagenremise sowie öffentliche Abtritte.
In Roth war eine von 1844 bis 1852 eine der acht Eisenbahnbausektionen der Strecke Nürnberg–Augsburg stationiert. Die Eröffnung des Bahnhofs fand mit der Inbetriebnahme des Streckenabschnitts Gunzenhausen–Schwabach am 1. Oktober 1849 statt. 1861 wurde der Ort als „Bahnwärterhaus“ und „Eisenbahnhof“ bezeichnet.
In den späten 1870er Jahren war Roth ein dreigleisiger Bahnhof an der eingleisigen Strecke Nürnberg–Treuchtlingen. Zur Anlage gehörten auch zwei Bahnsteige, verschiedene Gebäude, eine Laderampe und eine Waage. Zwischen 1900 und 1904 wurde der Ort Roth Bahnhof nach Roth eingemeindet. Im Bahnhof Roth zweigt die am 1. Juni 1888 eröffnete Bahnstrecke Roth–Greding ab. In ihrem Verlauf wurde etwa 1,5 Kilometer vom Bahnhof Roth entfernt eine weitere Station auf Rother Stadtgebiet (Lohgarten-Roth) eröffnet.
Bis in das frühe 20. Jahrhundert hinein wurde der Bahnhof erweitert. Für die Lokalbahn entstand um 1886 eine Remise für eine Lokomotive. 1912 wurden drei mechanische Stellwerke der Bauform Spaeth, eine Befehlsstelle und zwei Wärterstellwerke, in Betrieb genommen. 1913 umfasste der Bahnhof fünf Bahnsteiggleise und weitere Nebengleise, verschiedene Gebäude und Gärten.
Das Stellwerk 1 wurde 1934 in ein Einheitsstellwerk umgebaut. 1938 folgte der Umbau der Befehlsstelle in die Bauform Siemens und Halske 1912.
Am 1. April 1945 gegen 15:10 Uhr wurde der Bahnhof Roth von acht Jagdbombern mit Splitterbomben und Bordwaffen angegriffen. Dabei wurden acht Personen verweundet und ein als „mittel“ klassifizierter Sachschaden angerichtet. Am 19. April 1945 wurde die Bahnunterführung am Bahnhof zum Krankenhaus von deutschen Soldaten gesprengt, um den Vormarsch US-amerikanischer Truppen zu stoppen. Sie wurde ab den frühen 1950er Jahren instand gesetzt und am 18. November 1952 wieder freigegeben. Ab 1963 wurde die Straßenbrücke der Abenberger Straße im Nordkopf des Bahnhofs erneuert.
Noch in den 1950er Jahren richteten sich die Verkehrsströme von Berufspendlern nach Roth wesentlich nach der Eisenbahn.
1969 wurden die mechanischen Stellwerke durch ein Relaisstellwerk ersetzt.
In den 1980er-Jahren wurden im Zuge der Planung der S-Bahn Nürnberg–Roth und der Schnellfahrstrecke Nürnberg–München verschiedene Varianten von Linienführungen von Fern- und S-Bahn zwischen Nürnberg und Roth erwogen.
Bei dem im Frühjahr 1986 begonnenen Bau des Westrings war die Unterquerung des Bahnhofs unter laufendem Bahnbetrieb die größte bauliche Herausforderungen.
Die „Flächendienststelle Roth“, zu der auch Hilpoltstein und Thalmässing gehörten, zählte 1987 insgesamt 130 Mitarbeiter.
Ab etwa 1997 wurde unter laufendem Bahnbetrieb eine neue Unterführung erstellt, die zusammen mit der S-Bahn im Juni 2001 feierlich eröffnet wurde. Am 9. Juni 2001 ging parallel zur Strecke Nürnberg–Augsburg die Strecke Nürnberg–Roth in den Regelbetrieb. Der Bahnhof bekam im Zuge dessen nördlich des Empfangsgebäudes einen neuen Mittelbahnsteig mit zwei separaten – nur von der S-Bahn genutzten – Gleisen 90 und 91, wobei das östliche Gleis ein Stumpfgleis, das westliche eine Verlängerung des am Hausbahnsteig vorbeiführenden Gleis 1 ist.
2003 wurde im Zuge der Kleinen Landesgartenschau die Stiebertalbrücke eröffnet, die den Bahnhof mit der Münchner Straße verbindet.
2008 wurde ein historisches Rother Bahnsteighäuschen im Stadtgarten der Stadt aufgestellt.
2017 wurde der Rückbau einer Tankanlage im Südosten des Bahnhofs beantragt, welcher 2020 vollzogen wurde.
Ende 2021 schrieb die DB die Erneuerung einzelner Nebengleise und Weichen sowie den Rückbau des westlichsten Gleises 8 aus.
Am 24. Juni 2025 entgleiste im Nordkopf des Bahnhofs ein Bauzug. Infolgedessen kam es zu erheblichen Betriebseinschränkungen. Nach über mehrere Tage der Verkehr abseits der S-Bahn weitgehend ausfiel, fiel im Juli 2025 vor allen Dingen die Regionalexpress-Linie 60 zwischen Nürnberg und Roth aus. Bis Anfang August 2025 kam es zu Zugausfällen. Im Bereich der Weichen liegt weiterhin eine 20-km/h-Langsamfahrstelle (Stand: 12. August 2025).

## Aktuelle Situation

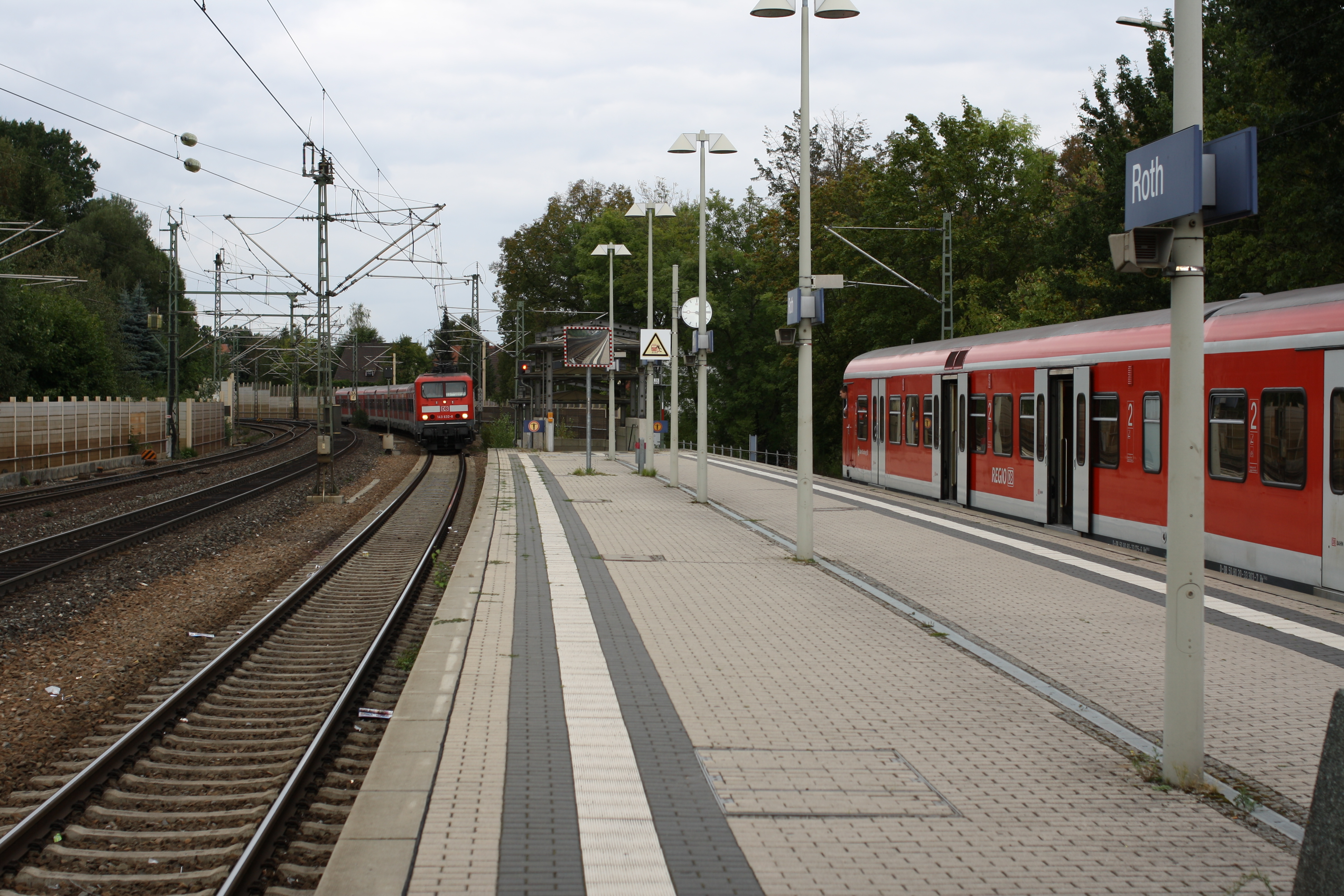
Nordkopf mit aus Nürnberg einfahrendem S-Bahn-Zug (2009)

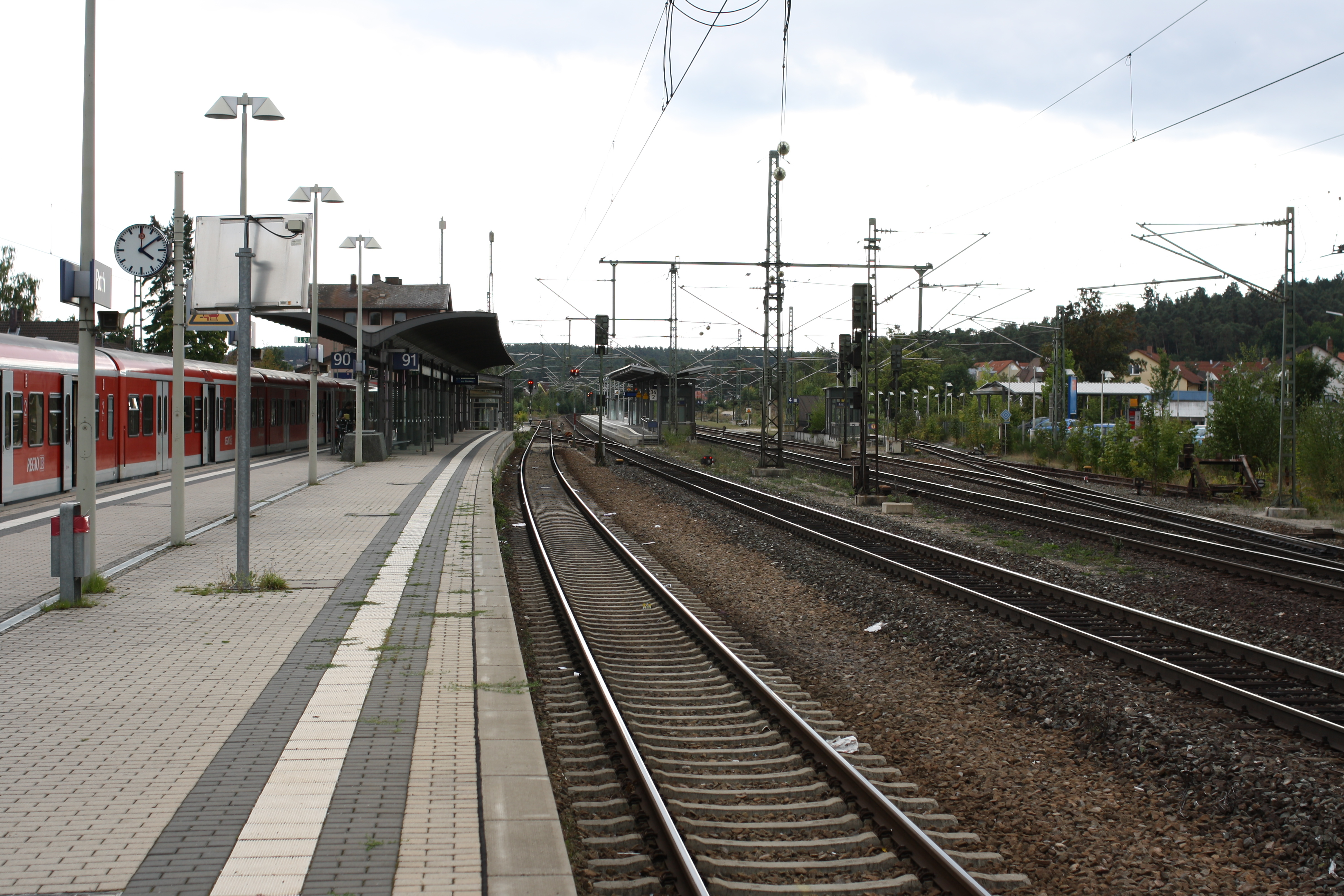
Gleisanlagen vom S-Bahnsteig aus gesehen

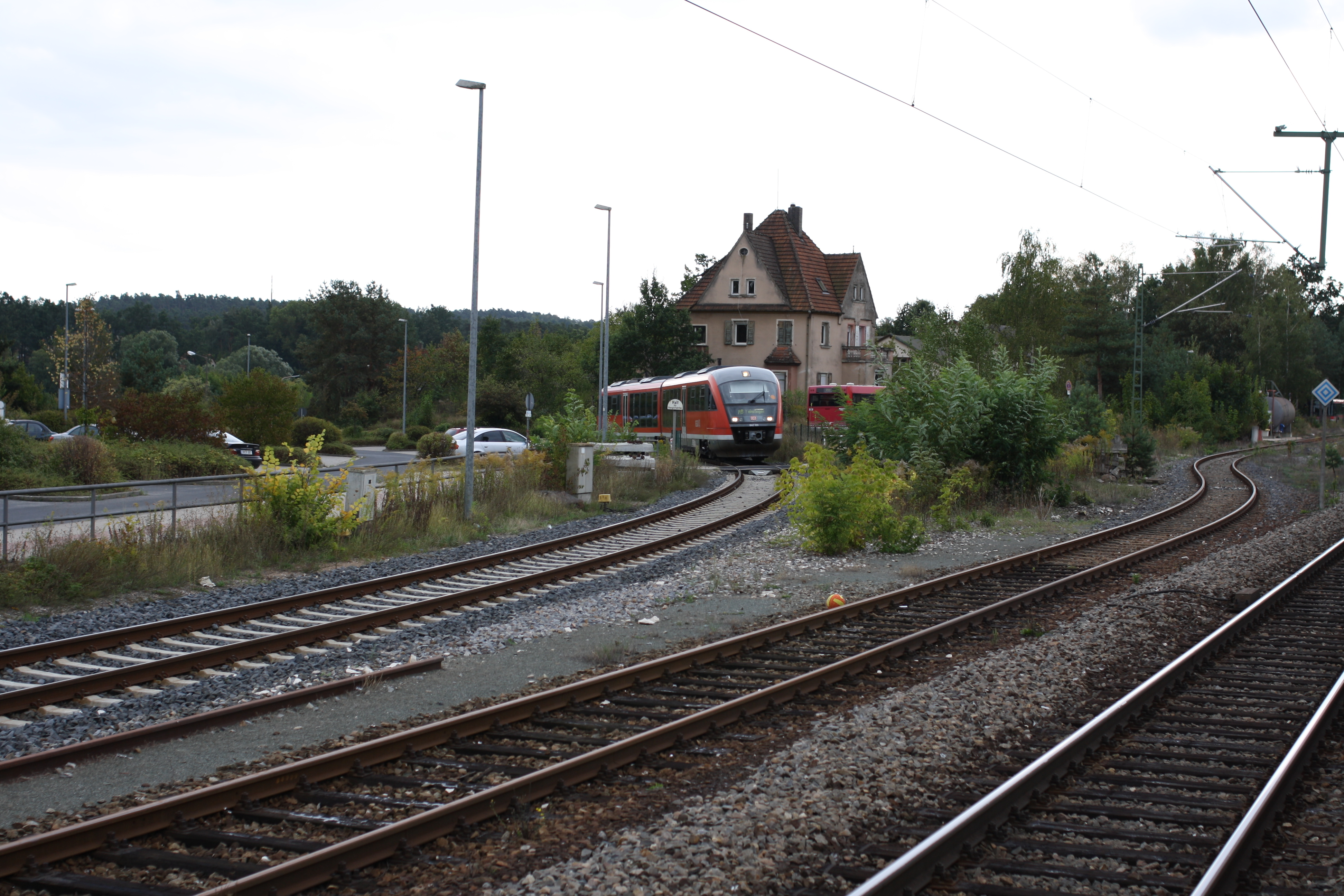
Aus Hilpoltstein (Zweigstrecke Roth–Greding) einfahrender Dieseltriebwagen

### Verkehr
| Linie | Laufweg | Takt |
| --- | --- | --- |
| RE16 | Nürnberg – Schwabach – Roth – Treuchtlingen – Donauwörth – Augsburg | 120 Minuten                                                                                                   |
| RB16 | Nürnberg – Schwabach – Roth – Treuchtlingen – Ingolstadt – München | 120 Minuten                                                                                                   |
| RE60 | Nürnberg – Schwabach – Roth – Treuchtlingen | 60 Minuten1                                                                                                   |
| RB61 | Roth – Lohgarten-Roth – Eckersmühlen – Hilpoltstein | 60 Minuten2                                                                                                   |
| S2 | Roth – Büchenbach – Rednitzhembach – Schwabach – Schwabach-Limbach – Katzwang – Reichelsdorfer Keller – Nürnberg-Reichelsdorf – Nürnberg-Eibach – Nürnberg-Sandreuth – Nürnberg-Steinbühl – Nürnberg Hbf – Nürnberg-Dürrenhof – Nürnberg Ostring – Nürnberg-Mögeldorf – Nürnberg-Rehhof – Nürnberg-Laufamholz – Schwaig – Röthenbach (Pegnitz) – Röthenbach-Steinberg – Röthenbach-Seespitze – Lauf West – Lauf (links Pegnitz) – Ottensoos – Henfenfeld – Hersbruck (links Pegnitz) – Happurg – Pommelsbrunn – Hartmannshof Stand: Fahrplanwechsel Dezember 2023 | 20/40 min (Roth–Schwabach) 20 min (Schwabach–Lauf) 20/40 min (Lauf–Hersbruck) 60 min (Hersbruck–Hartmannshof) |
| 1: nur Montag bis Freitag; Taktlücke zwischen 10 Uhr und 12 Uhr 2: Montag bis Freitag 60-Minuten-Takt, sonst 120-Minuten-Takt | 1: nur Montag bis Freitag; Taktlücke zwischen 10 Uhr und 12 Uhr 2: Montag bis Freitag 60-Minuten-Takt, sonst 120-Minuten-Takt | Stand: 13. Dezember 2020                                                                                      |

Der Regional-Express RE 16 nach Augsburg sowie die Regionalbahn RB 16 nach München ergänzen sich auf dem gemeinsamen Streckenabschnitt zwischen Nürnberg und Treuchtlingen zu einem 60-Minuten-Takt. Eingesetzt werden im Regelfall Triebwagen des Typs Bombardier Twindexx Vario (Baureihe 445). Fallweise fahren noch mit Elektrolokomotiven der Baureihe 111 bespannte Doppelstock-Wendezüge. Auf der RB 61 nach Hilpoltstein verkehren Dieseltriebwagen der Baureihe 642, seltener Triebwagen der Baureihe 648. Seit 2020 fahren auf der S-Bahn Bombardier Talent 2 (Baureihe 442) sowie Alstom Coradia Continental (Baureihe 1440).

### Infrastruktur

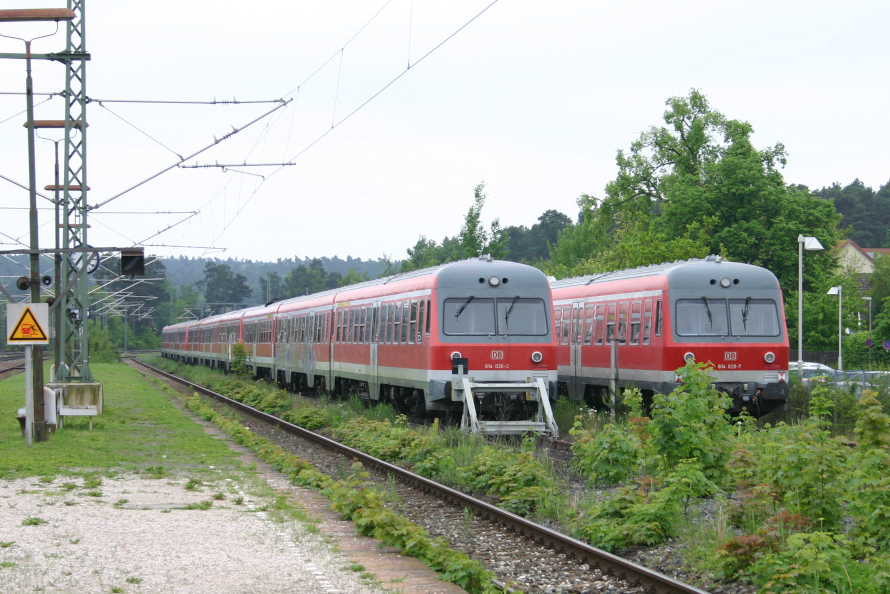
Die Gleise am Ladehof wurden 2009 zum Abstellen ausgemusterter Triebwagen verwendet.

Heute besitzt der Bahnhof sieben Bahnsteiggleise, außer dem S-Bahn-Bahnsteig einen Seitenbahnsteig an Gleis 1, dem Hausbahnsteig, sowie zwei Mittelbahnsteige zwischen den Gleisen 2 und 3 sowie 4 und 5. Der Bahnsteig an den Gleisen 4 und 5 wird im Regelverkehr kaum genutzt. Darüber hinaus gibt es noch einige Nebengleise. Im Gleis Richtung Hilpoltstein liegt ein signalüberwachter und seit Mai 1991 mit Halbschranken gesicherter Bahnübergang (Typ EBÜT 80).
Die zulässige Geschwindigkeit im Bahnhofsbereich beträgt bis zu 120 km/h, die von Zügen befahrenen Weichen sind im Zweiggleis mit 40 bis 60 km/h befahrbar.
Das Empfangsgebäude ist denkmalgeschützt. Die Bahnsteige sind barrierefrei über Aufzugsanlagen erreichbar. Es gibt am Bahnhof keine Toiletten. Die Deutsche Bahn teilte der Stadt Roth Anfang 2024 mit, das Bahnhofsgebäude nicht an sie veräußern, sondern selbst nutzen zu wollen. Die Stadt kündigte daraufhin an, das Umfeld neu zu gestalten, beispielsweise im Hinblick auf Fahrradabstellplätze und Toiletten.

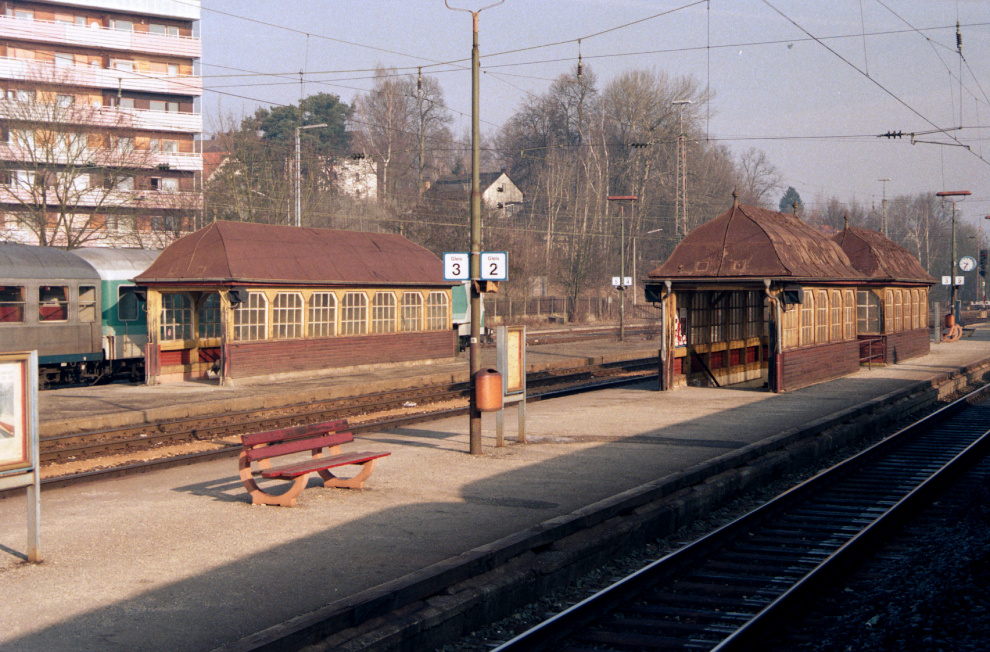
Bahnhof Roth, Treppenabgänge (1996)

Es war geplant, die ehemals vorhandenen Häuschen über den Treppenabgängen zu erhalten, die bei Bauarbeiten entfernt wurden. Deshalb ist beim Bahnsteig zu den Gleisen 4 und 5 nur eine Behelfsabdeckung vorhanden.

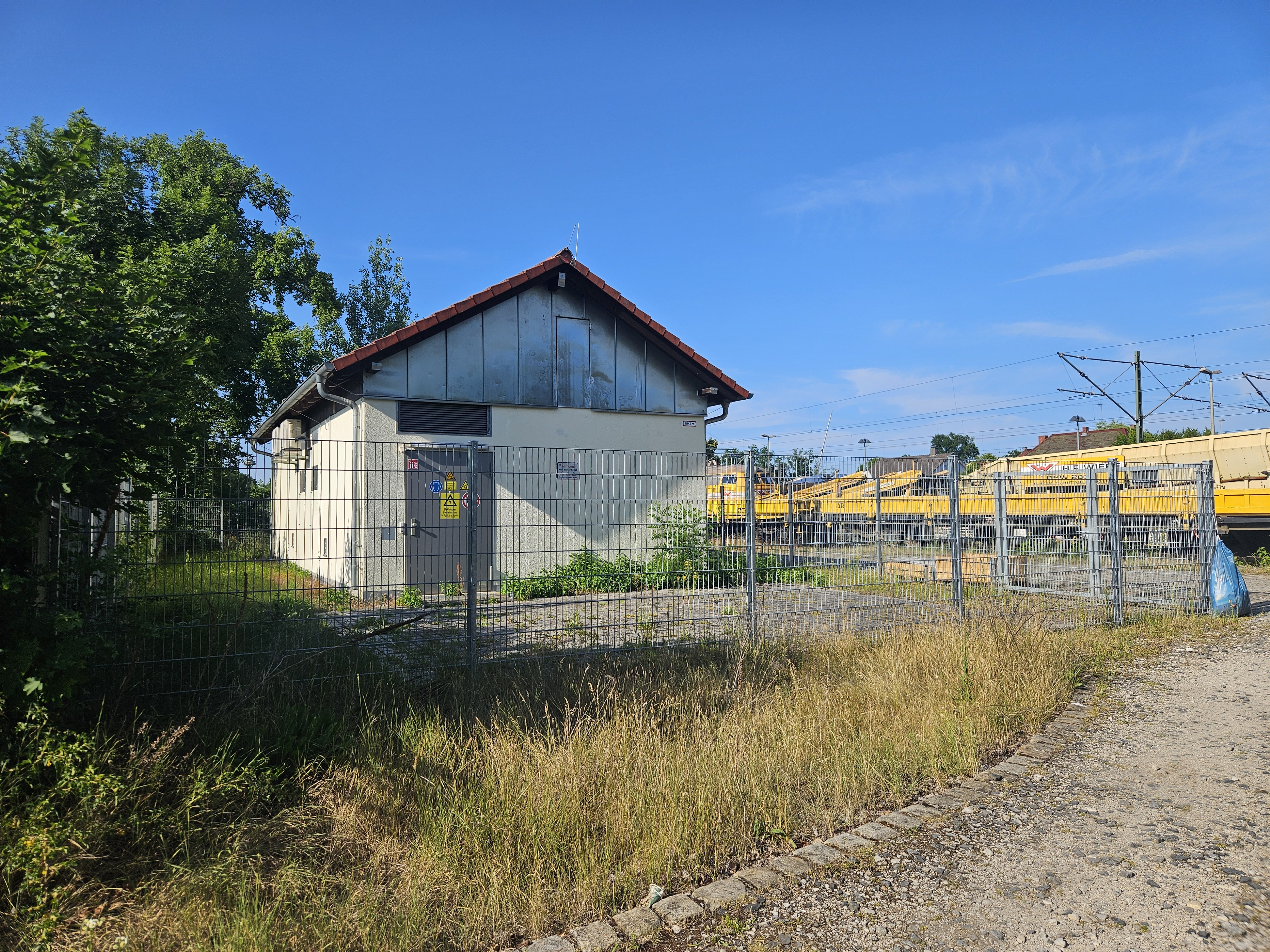
Das fernbediente Stellwerk „Roth (S-Bahn)“ liegt am westlichen Rand des Bahnhofs.

Im Bahnhofsgebäude befindet sich ein Relaisstellwerk (Typ Sp Dr S 60), auf der Südwestseite ferner ein Elektronisches Stellwerk (Typ SIMIS C), das die S-Bahn-Strecke steuert. Nahe dem Hausbahnsteig befindet sich eine GSM-R-Basisstation.

### Ausblick
Der Bahnsteig der S-Bahn soll 2026 auf 76 cm Bahnsteighöhe abgesenkt werden (Stand: 2022). Dabei sind auch begleitende Maßnahmen, beispielsweise an der Leit- und Sicherungstechnik geplant.
Im 3. Gutachterentwurf des Deutschlandtakts sind drei stündliche S-Bahn-Zugpaare sowie ein halbstündliches Regionalverkehrsangebot vorgesehen. Die Linie nach Hilpoltstein soll weiter stündlich bedient werden.
Eine im August 2020 vorgelegte Studie zur Verlängerung der S-Bahn nach Hilpoltstein empfiehlt zur Herstellung einer Kreuzungsmöglichkeit für durchgehende Fahrten der Bahnstrecken Nürnberg–Roth und Roth–Greding den Abriss des Empfangsgebäudes. 2021 legte ein Arbeitskreis insgesamt vier Varianten zum Umbau des Bahnhofs Roth vor. Stattdessen sah eine im Oktober 2024 vorgelegte Bewertung ein Infrastruktur-Konzept mit Anpassung des bestehenden Außenbahnsteigs und Ergänzung einer Gleisverbindung für Rangierfahrten vor, die eine S-Bahn-Verlängerung nur maximal im Stundentakt erlaubt. Im April 2025 kündigte der Freistaat Bayern an, die Deutsche Bahn noch 2025 mit einer konkreten Planung der S-Bahn-Verlängerung zu beauftragen. Eine entsprechende Vereinbarung soll am 28. Juli 2025 unterzeichnet werden.
Die Stadt Roth möchte 224 Bike-and-Ride-Stellplätze in vier Bereichen am Bahnhof bauen. Dazu soll mit der DB ein im Stadtrat umstrittener, von der DB einheitlich vorgegebener Gestattungsvertrag geschlossen werden. Die Kosten von rund 447.118 Euro sollen zu einem Drittel von der Stadt und zu 70 Prozent von der DB finanziert werden. Die Stadt Roth plant ebenfalls, im Zuge des nordöstlich des Bahnhofs liegenden Neubaugebiets „Rother Neuland“ Fuß- und Radwege zwischen dem Bahnhof und der Innenstadt umzugestalten.
Als Teil des Skandinavien-Mittelmeer-Kernnetzkorridors der Transeuropäischen Netze besteht eine Ausrüstungsverpflichtung für ETCS. Dazu ist das bestehende, für ETCS nicht geeignete Relaisstellwerk zu ersetzen.

## Haltepunkt Lohgarten-Roth
Zentraler zur Stadt gelegen ist der Haltepunkt Lohgarten-Roth. Von dort sind es etwa neun Gehminuten in die Innenstadt. Er liegt an der am 1. Juni 1888 eröffneten Bahnstrecke Roth–Greding. In ihrem Verlauf wurde 1,5 Kilometer vom Bahnhof Roth entfernt diese weitere Station auf Rother Stadtgebiet eröffnet.
Die Station wurde Ende 1886 errichtet. Sie umfasste dabei ein Betriebsgebäude, ein Nebengebäude und eine Ladehalle. Der heutige Haltepunkt war 1914 ein zweigleisiger Bahnhof mit zwei 80 m langen Gleisen. 1938 war der Bahnhof in der Rangklasse VI eingestuft und mit einem Agenten besetzt.
In den 1880er Jahren wurde eine Lokalbahn von Lohgarten-Roth nach Allersberg erwogen, die nicht über eine frühe Planung und Kostenschätzung hinauskam.
1972 wurde der Bahnübergang am Haltepunkt durch Blinklichter gesichert.
Das Gebäude am Bahnhof wurde 1986 von der DB an den Rother Verein für Vogelschutz und Vogelpflege für 45.000 D-Mark verkauft. Der Verein hatte das Gebäude bereits seit Mitte der 1970er Jahre gemietet und als Vereinsheim und Lagerstätte genutzt. Der Verein modernisierte das Gebäude.